# Bradwell (Buckinghamshire)
Pour les articles homonymes, voir Bradwell.
Bradwell est une paroisse civile et un village du Buckinghamshire, en Angleterre.